# La Habana (historische provincie)
La Habana (Nederlands: Havana) was een provincie van Cuba, gelegen in het westelijk deel van het eiland Cuba. 
De provincie bestreek een oppervlakte van 5669 km² en had 711.066 inwoners (2002).
Door de wet 110 werd deze provincie vanaf 2011 gesplitst in twee nieuwe provincies: Artemisa en Mayabeque. 